# HMS C17
HMS C17 – brytyjski okręt podwodny typu C. Zbudowany w latach 1907–1908 w Chatham Dockyard w Chatham. Okręt został wodowany 13 sierpnia 1908 roku i rozpoczął służbę w Royal Navy 13 maja 1909 roku. Pierwszym dowódcą był F. H. D Byron.
W czasie manewrów na Morzu Północnym w dniu 14 lipca 1909 roku, na południe od Cromer zderzył się z bliźniaczym okrętem podwodnym HMS C16. 
W 1914 roku C17 stacjonował w Dover przydzielony do Czwartej Flotylli Okrętów Podwodnych (4th Submarine Flotilla) pod dowództwem Lt. Thomasa B. S. McGregor Robertsona. W 1917 roku okręt uległ zatopieniu w czasie kolizji z brytyjskim statkiem HMS Lurcher (1912). C17 został wydobyty i naprawiony.
Okręt został sprzedany w 20 listopada 1919 roku i zezłomowany.